# Sulla conduzione di un'operazione militare speciale
Sulla conduzione di un'operazione militare speciale (in russo О проведении специальной военной операции?, O provedenii special'noj voennoj operacii) è stato un discorso televisivo del presidente russo Vladimir Putin ai cittadini russi e al personale militare delle forze armate ucraine il 24 febbraio 2022, poche ore prima dell'invasione dell'Ucraina. Il discorso aveva lo scopo di influenzare l'opinione pubblica descrivendo le motivazioni ufficiali di Putin per motivare l'invasione, ma la sua accuratezza fattuale e la sua componente ideologica sono state ampiamente criticate al di fuori della Russia. Per giustificare l'invasione, Putin ha affermato che l'Ucraina è uno stato neonazista e ha fatto riferimento all'articolo 51 della Carta delle Nazioni Unite, entrambi i riferimenti respinti e criticati da più storici ed esperti.

## Contenuti
Il 24 febbraio 2022, alle ore 5:30 del fuso orario di Mosca, i canali della televisione di Stato hanno iniziato a trasmettere il discorso del presidente russo Vladimir Putin.

### NATO
Nel suo discorso Putin ha affermato l'impossibilità di raggiungere un accordo paritario con la NATO  e ha accusato l'alleanza militare di espandersi ad est. Putin ha definito inaccettabile l'allargamento della NATO, insieme allo sviluppo militare dell'Ucraina. Ha detto: "Man mano che la NATO si espande a est, ogni anno che passa, la situazione per il nostro Paese sta peggiorando e diventando più pericolosa. Inoltre, in questi giorni la dirigenza della NATO ha parlato apertamente della necessità di accelerare, forzare l'avanzamento delle infrastrutture dell'alleanza fino ai confini della Russia. In altre parole, stanno raddoppiando la loro posizione. Non possiamo più solo guardare cosa sta succedendo. Sarebbe assolutamente irresponsabile da parte nostra".
Putin ha affermato che l'Ucraina stava diventando uno stato "anti-russo", poiché gli altri membri della NATO le avrebbero fornito "le armi più moderne", dicendo: "L'ulteriore espansione delle infrastrutture della NATO e l'inizio dello sviluppo militare nei territori dell'Ucraina sono inaccettabili per noi. Il problema, ovviamente, non è la NATO stessa, è solo uno strumento della politica estera statunitense. Il problema è che nei territori a noi adiacenti – territori che storicamente erano nostri, sottolineo – si sta creando una 'anti-Russia' a noi ostile, posta sotto il pieno controllo esterno; [è] presidata in modo intensivo dalle forze armate dei Paesi della NATO e viene fornita delle armi più moderne".

### Annuncio di un'"operazione militare speciale"
Putin ha successivamente annunciato l'inizio di un'"operazione militare speciale" nella regione del Donbass, citando l'articolo 51 della Carta delle Nazioni Unite, la decisione del Consiglio della Federazione sull'uso delle truppe russe in Ucraina e gli accordi con la Repubblica Popolare di Doneck e Repubblica Popolare di Lugansk. Egli ha detto:
Tre giorni prima, il 21 febbraio, la Russia aveva riconosciuto ufficialmente come Stati indipendenti le due repubbliche popolari: erano questi gli accordi con Doneck e Lugansk cui Putin faceva riferimento nel discorso. I trattati stati ratificati dalla Duma di Stato e dal Consiglio della Federazione. Putin ha affermato che lo scopo dell'"operazione" era quello di "proteggere le persone" nella regione prevalentemente russofona del Donbass che, secondo Putin, "da otto anni a questa parte, affronta l'umiliazione e il genocidio perpetrato dal regime di Kiev". Putin ha affermato che "tutta la responsabilità di un possibile spargimento di sangue sarà interamente sulla coscienza del regime che regna sul territorio dell'Ucraina". Putin ha anche affermato che la Russia avrebbe perseguito la "smilitarizzazione e denazificazione" dell'Ucraina.
Putin ha invitato l'esercito ucraino a "deporre immediatamente le armi e tornare a casa", dicendo: "Tutti i militari dell'esercito ucraino che rispetteranno questo requisito potranno lasciare liberamente la zona di combattimento e tornare dalle loro famiglie. Rivolgendosi ai cittadini ucraini, ha collegato le azioni della Russia con l'autodifesa contro le minacce create per essa e "un disastro ancora più grande di quello che sta accadendo oggi", dicendo: "Non importa quanto sia difficile, vi chiedo di capire questo e invitare all'interazione per voltare questa tragica pagina e andare avanti insieme".
Putin ha dichiarato che non c'erano piani per occupare il territorio ucraino e che ha sostenuto il diritto dei popoli dell'Ucraina all'autodeterminazione, dicendo: "I nostri piani non includono l'occupazione dei territori ucraini. Non imporremo nulla a nessuno con la forza. Allo stesso tempo, sentiamo che di recente in Occidente si parla che i documenti firmati dal regime totalitario sovietico, che assicurano l'esito della seconda guerra mondiale, non dovrebbero più essere accettati."

### Avvertimento contro l'intervento
Alla fine del discorso, Putin ha messo in guardia altri Paesi dall'intervenire nel conflitto, dicendo:

### Conseguenze
Il discorso di Putin è stato trasmesso in contemporanea ad una riunione di emergenza del Consiglio di sicurezza delle Nazioni Unite sulla situazione in Ucraina iniziata la sera del 23 febbraio. In questa riunione, Vasilij Nebenzja, rappresentante della Russia presso l'ONU, ha dichiarato: "Non stiamo compiendo aggressioni contro il popolo ucraino, ma contro il gruppo che ha preso il potere a Kiev".
Pochi minuti dopo l'annuncio di Putin, sono state segnalate esplosioni a Kiev, Charkiv, Odessa e nel Donbass. Verso le 5 ora di Kiev, le forze aerospaziali russe hanno lanciato attacchi missilistici e bombe contro strutture militari ucraine. Le forze di terra sono entrate nel territorio dell'Ucraina da diverse direzioni, tra cui dalla Crimea e dal territorio della Bielorussia, dando inizio all'invasione russa dell'Ucraina del 2022.

## Casus belli

### Espansione della NATO
Nel trentennio trascorso dalla scioglimento dell'URSS, del Patto di Varsavia, e della Jugoslavia e il 2022, 14 nazioni dell'est Europa chiesero e ottennero l'ammissione alla NATO; di queste, quattro condividono un tratto di confine comune con la Russia. 
In un meeting internazionale avvenuto a Bucarest nell'Aprile 2008, durante il quale Putin espresse a George W. Bush, al tempo presidente degli Stati Uniti e ad altri leader della Nato, la sua contrarietà all'espansione del'alleanza, l'allora presidente ucraino Viktor Juščenko riguardo la prospettiva per l'Ucraina di entrare a far parte della NATO  affermò: "Il nostro Stato ha il pieno diritto di scegliere il proprio modo di sviluppo, di proteggere la propria sicurezza e i propri interessi. I nostri interessi non sono destinati (a essere) contro nessun altro Paese,",, ma in seguito il processo di ingresso ucraino nell'alleanza si arenò. Durante la sua visita in Russia a metà febbraio 2022, poco prima dell'invasione, il cancelliere tedesco Olaf Scholz confermò un prossimo ingresso dell'Ucraina nella NATO.
L'infrastruttura logistica e gli aeroporti adatti al rafforzamento delle truppe russe furono approntati dopo l'annessione della Crimea alla Federazione Russa nel 2014. Di particolare interesse per la Russia è stato il dispiegamento di sistemi di difesa missilistica in Polonia. Il sistema di difesa missilistica consente di intercettare missili balistici a corto e medio raggio, ma la Russia si è rifiutata di discutere il controllo di queste armi.

### Articolo 51 della Carta delle Nazioni Unite e accordi con Repubbliche Popolari di Doneck e Lugansk
Il riferimento di Putin all'articolo 51 della Carta delle Nazioni Unite è considerato errato da numerosi avvocati. Secondo Robert Goldman, professore al Washington College of Law, questo è "un palese esempio di violazione dei principi centrali dell'ordine mondiale" e il riferimento all'articolo 51 della Carta delle Nazioni Unite per giustificare azioni militari contro l'Ucraina è "come se uno stupratore accusasse la vittima di aggressione”. John B. Bellinger III, membro del Council on Foreign Relations, ritiene che il riferimento alle richieste di aiuto da parte dei presunti sovrani Repubbliche Popolari di Doneck e Lugansk, nessuno dei quali sono membri delle Nazioni Unite, non consenta alla Russia di utilizzare l'articolo 51 della Carta delle Nazioni Unite, poiché questo articolo consente a uno stato membro delle Nazioni Unite di proteggere un altro stato membro.
Il ricercatore svizzero di diritto internazionale Nico Krisch sostiene che l'articolo 51 è il diritto all'autodifesa in casi eccezionali, principalmente quando un attacco a un paese è già stato commesso o sta per iniziare. Per altre situazioni, c'è il Consiglio di sicurezza delle Nazioni Unite e altri meccanismi di risoluzione dei conflitti; la offuscata minaccia che Putin vede come NATO non può giustificare un'azione militare. Krisch ha ricordato che all'inizio degli anni 2000, quando gli Stati Uniti hanno cercato di introdurre il concetto di "autodifesa preventiva" come giustificazione per l'uso della forza militare, la maggior parte dei paesi si è opposta a tale interpretazione e la Russia era tra questi. Il riferimento di Putin all'articolo 51 della Carta delle Nazioni Unite è stato respinto anche dall'Organizzazione per la sicurezza e la cooperazione in Europa e dal segretario generale delle Nazioni Unite António Guterres.

### Affermazioni su neonazismo e genocidio
Come giustificazione per l'invasione dell'Ucraina, Putin ha usato l'immagine dell'Ucraina come uno stato neonazista; secondo gli storici, ha sfruttato il genocidio e le memorie della seconda guerra mondiale. Le accuse di Putin contro l'Ucraina di aver commesso un genocidio nel Donbass sono state ampiamente respinte come prive di fondamento dai principali politici ed esperti mondiali. Il 24 febbraio Putin ha definito la "denazificazione" dell'Ucraina uno degli obiettivi dell'invasione e ha affermato che "i neonazisti hanno preso il potere in Ucraina". In una riunione del Consiglio di sicurezza della Russia il 25 febbraio, ha definito le autorità ucraine "una banda di tossicodipendenti e neonazisti".
Il segretario generale delle Nazioni Unite António Guterres ha rifiutato di considerare gli eventi nel Donbass un genocidio. Ha affermato che "il genocidio è un crimine che ha una definizione chiara e dovrebbe essere utilizzato in conformità con il diritto internazionale. Penso che non sia così." Il cancelliere tedesco Olaf Scholz ha definito "ridicola" la dichiarazione di Putin sul genocidio. L'accusa di genocidio nel Donbas è stata respinta anche dal presidente della Commissione dell'UNESCO per la prevenzione del genocidio Alexander Laban Hinton.
I principali studiosi mondiali della storia della seconda guerra mondiale, dell'Olocausto, del genocidio e del nazismo (Jared McBride, Francine Hirsch, Timothy D. Snyder, Omer Bartov, Christoph Diekman e altri) hanno pubblicato una dichiarazione sul settimanale Jewish Journal indicando l'inesattezza della retorica sul neonazismo, firmata da quasi 150 storici. Il Jewish Journal afferma che gli autori non intendono idealizzare lo Stato e la società ucraini, citando alcuni elementi di xenofobia, ma scrive che "questo non giustifica l'aggressione russa contro l'Ucraina". Il Washington Post ha commentato che "la retorica della lotta contro il fascismo risuona profondamente in Russia, che ha subito enormi perdite nella lotta contro la Germania nazista nella seconda guerra mondiale".
I partiti nazionalisti di estrema destra non sono riusciti a conquistare un solo seggio dei 450 seggi esistenti nel  parlamento ucraino . Dal 2015 è in vigore sul territorio dell'Ucraina la legge "Sulla condanna dei regimi totalitari comunisti e nazionalsocialisti (nazisti) in Ucraina e sul divieto di propaganda dei loro simboli" (Legge n. 317-VIII) e ci sono esempi di responsabilità penale per i neonazisti. Gli analisti affermano che Putin ha notevolmente esagerato la portata della questione e non c'è un supporto diffuso per questa ideologia nel governo, nell'esercito o nell'elettorato.
Critiche separate all'intenzione di Putin di "denazificare" il Paese sono arrivate dal presidente ucraino Volodymyr Zelens'kyj, che è ebreo e ha parenti vittime dell'Olocausto. Umland commenta che Zelens'kyj di lingua russa ha vinto con un ampio margine le elezioni presidenziali ucraine del 2019, mentre il suo avversario era di lingua ucraina. Ulrich B. Schmid, professore di cultura e studi sulla società russa all'Università di San Gallo in Svizzera, ha definito le parole di Putin una "spregevole insinuazione" e ha affermato che nella stessa Russia non ci sono gruppi di estrema destra meno che in Ucraina.
Il Museo statale di Auschwitz-Birkenau ha protestato contro le accuse di neonazismo di Putin. Il Museo commemorativo dell'Olocausto degli Stati Uniti ha osservato che la popolazione ebraica dell'Ucraina ha sofferto molto durante la seconda guerra mondiale, essendo stata quasi completamente distrutta dalla Germania nazista, ha espresso sostegno al popolo ucraino, comprese migliaia di persone sopravvissute all'Olocausto, e ha definito il presunto genocidio in Ucraina "infondato e palese".

### Minaccia di usare armi nucleari
L'Alto rappresentante dell'Unione per gli affari esteri e la politica di sicurezza Josep Borrell, così come il vicepresidente dell'Associated Press John Daniszewski e il collega anziano della Brookings Institution Michael E. O'Hanlon hanno ritenuto le parole di Putin su una possibile risposta all'intervento nel conflitto come una minaccia per l'uso di armi nucleari da parte russa.
Il 27 febbraio Putin ha ordinato al ministro della difesa di porre le forze di deterrenza strategica in una modalità speciale di servizio di combattimento. La ragione di ciò sono state quelle che ha definito le "azioni ostili" dei Paesi occidentali nella sfera economica, così come le "dichiarazioni aggressive" dei loro leader.

## Reazioni
Il segretario generale della NATO Jens Stoltenberg ha rilasciato una dichiarazione in cui condanna "l'attacco sconsiderato e non provocato della Russia all'Ucraina, che mette a rischio innumerevoli vite civili. Ancora una volta, nonostante i nostri ripetuti avvertimenti e gli instancabili sforzi per impegnarsi nella diplomazia, la Russia ha scelto la via dell'aggressione contro un paese sovrano e indipendente."
Il presidente degli Stati Uniti Joe Biden ha rilasciato una dichiarazione in cui afferma che la Russia ha lanciato "un attacco immotivato e ingiustificato" contro il popolo ucraino.
Nella dichiarazione, Biden ha affermato: "Il presidente Putin ha scelto una guerra premeditata che porterà una catastrofica perdita di vite umane e sofferenza umana". Ha detto: "La sola Russia è responsabile della morte e della distruzione che questo attacco porterà e gli Stati Uniti, i loro alleati e partner risponderanno in modo unito e deciso. Il mondo riterrà responsabile la Russia."
Quando è arrivata la notizia dell'annuncio, il segretario generale delle Nazioni Unite Guterres ha chiesto a Putin di fermare l'invasione: "Presidente Putin, impedisca alle sue truppe di attaccare l'Ucraina. Date una possibilità alla pace, troppe persone sono già morte."